# علم اروپائیان در قرون وسطی
علم اروپائیان در قرون وسطی بیانگر مطالعات طبیعی، ریاضیات، و فلسفه طبیعی قرون وسطی است. به دنبال فروپاشی امپراتوری روم غربی و زوال دانش در یونان، اروپای غربی مسیحی به مرکز مهم دانش باستان تبدیل شد. با وجود این که در این دوران طیفی از کشیشان مسیحی و محققان از ایزیدور سویل و سینت بید تا ژان بوریدان و نیکل اورسم، روح کاوش عقلایی را حفظ کرده بودند، اما در مجموع، در سده‌های میانی آغازین اروپای غربی، پیشرفت‌های علمی رو به زوال گذاشت. با این وجود، در عصر سده‌های میانی میانه، غرب بار دیگر کاوش علمی را در پیش گرفت و مرکز پیشرفت‌های علمی تبدیل شد.

## نگارخانه

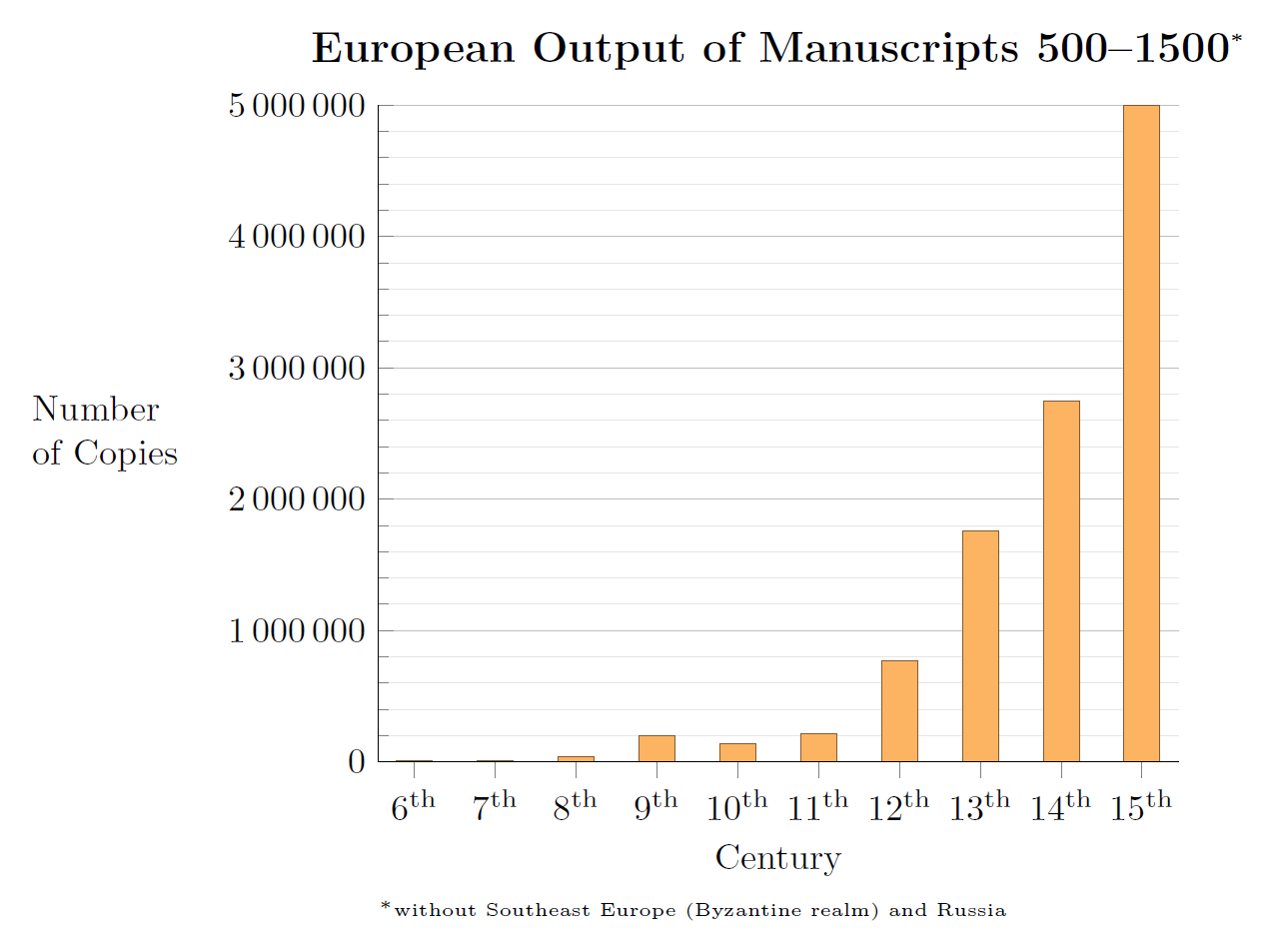